# Nationale Demokratische Front (Iran)
Die National-Demokratische Front (persisch جبهه دموکراتیک ملی Dschebhe Demokratik Melli) des Iran ist eine 1979 während der islamischen Revolution von Hedayatollah Matin-Daftari gegründete Partei, die dem linken Spektrum zuzurechnen ist. Hedayatollah Matin-Daftari ist der Sohn von Ahmad Matin-Daftari und Enkel von Mohammad Mossadegh. Bereits kurze Zeit nach ihrer Gründung wurde die National Demokratische Front des Iran von der neuen Regierung verboten.

## Entstehungsgeschichte
Vor der Gründung einer eigenen Partei war Hedayatollah Matin-Daftari als Anwalt für Menschenrechtsfragen Teil der politischen Opposition gegen Schah Mohammad Reza Pahlavi. Die Parteigründung erfolgte im März 1979, zu einem Zeitpunkt, zu dem Schah Mohammad Reza Pahlavi den Iran bereits verlassen und Ayatollah Chomeini in den Iran zurückgekehrt war. Die National-Demokratische Front des Iran galt neben der Nationalen Front und der … als eine der drei bedeutendsten politischen bürgerlichen Bewegungen.

## Politisches Programm
Die National-Demokratische Front des Iran hatte sich gegen ein theokratisches System im Iran ausgesprochen und stand mit dieser politischen Auffassung gegen die IRP und Chomeini. Damit galt sie als Sammelbecken aller politischen Kräfte, die sich von der Nationalen Front und deren von Chomeini bestimmtem Premierminister des Übergangs Mehdi Bāzargān abwandten und sich auch gegen die Politik der kommunistischen Tudeh-Partei wandten, die Chomeini aus Solidarität im Kampf gegen den „imperialistischen Westen“ unterstützte.
Hedayatollah Matin-Daftari, ein ehemaliges Mitglied der Nationalen Front, hoffte mit der Gründung der Nationalen Demokratischen Front auf dem politischen Erbe Mohammad Mossadeghs aufbauen zu können und eine Volkspartei zu schaffen, die für die iranische Mittelklasse und die national gesinnten Akademiker wählbar war.
Die NDF forderte, die Macht der Iranischen Revolutionsgarde, der islamischen Revolutionsgerichte und der Revolutionskomitees zu beschneiden. Sie vertrat eine Politik der politischen und wirtschaftlichen Dezentralisierung.
Die NDF boykottierte das am 31. März 1979 abgehaltene Referendum, mit dem Iran die Staatsform einer islamischen Republik erhielt. Sie unterstützten hingegen die Forderung nach einer parlamentarischen Demokratie mit gleichen Rechten für Frauen und Männern, der Beachtung der Menschenrechte und einer Begrenzung der Macht des Präsidenten. Da die Wahlen zum ersten Parlament der Islamischen Republik Iran von der NDF nicht als frei anerkannt wurden, boykottierten sie die Wahlen.

Die von der NDF organisierten Demonstrationen wurden von den iranischen Hisbollahbewegung massiv gestört. Am 12. August 1979 kam es nach der Schließung der Zeitung Ayandegan zu Massenprotesten gegen die Regierung. Die Demonstranten wurden von Unterstützern der Regierung mit Steinen beworfen und mit Stöcken und Ketten angegriffen. Botschaftsrat Strenziok berichtete am 13. August 1979 aus Teheran: 

„Bei Auseinandersetzungen mit orthodox-islamischen Gruppen, die offenbar mit Steinen, Messern, Dolchen und Keulen die Demoteilnehmer angriffen, kam es zu stundenlangen Schlägereien. Zeitungen berichteten von 300 Verletzten, zum Teil schwer. ... Abgesehen von Spontan-Demonstrationen gegen negative Erscheinungen in post-revolutionärem Iran (Komitee-Übergriffe, Willkürakte von Revolutionsgardisten, Schleierzwang für Frauen, Behandlung der Minderheiten, Arbeitslosigkeit, etc.) war dies die erste größere organisierte Demonstration. ... neu aktiviert durch die jüngsten unverfrorenen Wahlmanipulationen.“

Wenig später wurde das Gebäude und die technischen Einrichtungen der Zeitung  Ayandegan beschlagnahmt und die Redakteure entlassen. Die regierungskritische Zeitung wurde in eine regierungsfreundliche Zeitung mit neuen Redakteuren umgewandelt und unter dem Namen Sobh-e Azadegan neu herausgebracht. Für Hedayat Matin-Daftari wurde ein Haftbefehl erlassen. Als Haftgrund wurde „Störung der öffentlichen Ordnung“ angegeben.
Nach diesen Ereignissen wurde die Partei als Untergrundbewegung weitergeführt. Die NDF arbeitete von diesem Zeitpunkt an mit dem von Abolhassan Banisadr gegründeten Nationalen Widerstandsrat Iran und den Volksmudschahedin zusammen, um die Regierung der Islamischen Republik Iran zu stürzen. Nach dem Ausbruch des Iran-Irak-Krieges wurde die Zusammenarbeit mit den Volksmudschahedin beendet, da diese sich auf die Seite Saddam Husseins begeben hatten.